# Ален Аспе
Алѐн Аспѐ (на френски: Alain Aspect, [a.lɛ̃ aspɛ]) е френски физик.
Роден е на 15 юни 1947 година в Ажан в семейството на учители. Завършва „Екол нормал“ в Кашан, след което през 1971 година защитава докторат по физика в Университета на Орсе. Работи в „Екол нормал“ в Яунде (1971 – 1974) и Кашан (1974 – 1985), „Колеж дьо Франс“ (1985 – 1992) и Националния център за научни изследвания (1992 – 2012). Разработва първия експеримент, доказал опитно нарушаването на неравенствата на Бел, свързани с парадокса на Айнщайн-Подолски-Розен.
През 2022 година получава Нобелова награда за физика, заедно с Джон Клаузър и Антон Цайлингер, „за експерименти със заплетени фотони, установили нарушаването на неравенствата на Бел и поставили началото на квантовата информатика“.